# Cefazolina
Cefazolina (DCI),  es un antibiótico del grupo de las cefalosporinas de primera generación.
Se administra de forma parenteral bien por inyección intramuscular (músculo grande) o en infusión intravenosa. 
Habitualmente se comercializa como cefazolina sódica, 1,05 g equivale a 1 g de cefazolina, y contiene 2,1 mmol de sodio.

## Espectro y acción antibacteriana
Tiene el mismo espectro que cefalotina  pero tiene mayor sensibilidad a β-lactamasas estafilocócicas. La concentración inhibitoria mínima (CIM) para cocos gram positivos sensibles es de 0,1 a 1 µg/ml.

## Farmacocinética
Su absorción por vía digestiva es baja. Generalmente se administra por vía parenteral (intramuscular o intravenosa). Alcanza una concentración plasmática máxima de 185 mcg/ml entre 60 y 120 minutos desde la administración.  Se une a proteínas plasmáticas en un 85 %, difundiendo bien a hueso, líquido sinovial, pleural y ascítico. Difunde mal al líquido cefalorraquídeo. En bilis se encuentra en elevadas concentraciones. En leche materna alcanza concentraciones bajas pero difunde bien a la circulación fetal.
Se elimina por vía renal, sin metabolizar en el 96%. El probenecid enlentece la eliminación. La hemodiálisis también la elimina parcialmente.